# ジャパンセミコンダクター大分ラグビー部
ジャパンセミコンダクター大分ラグビー部（ジャパンセミコンダクターおおいたラグビーぶ、英: Japan Semiconductor Oita Rugby Football Club）は、ジャパンセミコンダクター大分事務所のラグビーユニオンチーム。

## 概要
かつては東芝大分ラグビー部であった。本拠地は、大分県大分市にあるジャパンセミコンダクター大分グラウンド（旧・東芝大分工場グラウンド）。

## 歴史
- 1970年 - 創部
- 1989年 - 会社の公認となり[2]、西日本社会人Bリーグに参加
- 2016年 - 東芝大分工場と岩手東芝エレクトロニクスが合併してジャパンセミコンダクターが誕生したことに伴い、チーム名を「ジャパンセミコンダクター大分ラグビー部」に変更
- 2019年 - トップキュウシュウBへの参加を見送った[3]。

## 成績

### リーグ戦戦績
- 2003-2004 トップキュウシュウB 4位
- 2004-2005 トップキュウシュウB 3位
- 2005-2006 トップキュウシュウB 2位
- 2006-2007 トップキュウシュウB 優勝、トップキュウシュウAに昇格
- 2007-2008 トップキュウシュウA 5位
- 2008-2009 トップキュウシュウA 5位、トップキュウシュウBに降格
- 2009-2010 トップキュウシュウB 5位
- 2010-2011 トップキュウシュウB 5位
- 2011-2012 トップキュウシュウB 6位
- 2012-2013 トップキュウシュウB 4位（3勝3敗）
- 2013-2014 トップキュウシュウB 6位（5敗）
- 2014-2015 トップキュウシュウB 6位（5敗）
- 2015-2016 トップキュウシュウB 6位（2勝4敗）
- 2016-2017 トップキュウシュウB 5位（1勝4敗）
- 2017-2018 トップキュウシュウB 5位（4敗）
- 2018-2019 トップキュウシュウB 5位（4敗）

## 過去の所属選手
- 原田航路（現・新日鐵住金大分）

## 東芝のスポーツチーム
現在活動中のスポーツチーム
- 東芝ブレイブルーパス東京（旧・東芝府中ラグビー部／東芝府中ブレイブルーパス）
- 東芝FCイーグルス（旧・東芝堀川町サッカー部）
- T.F.S.C.（旧・東芝府中サッカー部）
- 東芝野球部
- 川崎ブレイブサンダース（旧・東芝ブレイブサンダース）

かつて活動していたスポーツチーム
- 東芝ラグビー部（かつて川崎事業所にあったラグビー部。社会人ラグビーの草分け的存在）
- 東芝青梅ラグビー部
- 東芝LSI杵築陸上競技部（旧東芝杵築陸上競技部）
- 東芝堀川町サッカー部（現在のコンサドーレ札幌の前身となったクラブ）
- 東芝府中野球部（東芝野球部に統合）
- 東芝シーガルズ（現在の岡山シーガルズの前身となったチーム）
- 東芝レオスパークルズ